# El ángel de España
El ángel de España es una película de Argentina en blanco y negro dirigida por Enrique Carreras según el guion de Abel Santa Cruz que se estrenó el 17 de julio de 1958 y que tuvo como protagonistas a Pedrito Rico, Elcira Olivera Garcés, Daniel de Alvarado y Alejandro Maximino.

## Sinopsis
Un inmigrante pasa de repartidor de almacén a cantante exitoso.

## Reparto
- Pedrito Rico
- Elcira Olivera Garcés
- Daniel de Alvarado
- Alejandro Maximino
- Mercedes Carreras
- Leonardo Favio ... Extra
- Héctor Bianquet
- Mercedes Escribano
- María Rojas
- Héctor Rivera
- Vicente Forastieri
- Alfonso Pisano
- Rafael Diserio
- Carlos Bianquet

## Comentario
Manrupe y Portela escriben:

”El kitsch llevado al extremo con el único protagónico de Pedrito Rico y el debut de Leonardo Favio.”